# مغامرة راكبة الدراجة في الطريق المهجور
مغامرة راكبة الدراجة في الطريق المهجور (بالإنجليزية: The Adventure of the Solitary Cyclist)‏ واحدة من 56 قصة قصيرة من قصص شيرلوك هولمز التي قام بكتابتها السير آرثر كونان دويل. وتعد واحدة من 13 قصة قصير من سلسلة عودة شيرلوك هولمز، نشرت في عام 1903.

## الترجمة العربية
مغامرة راكبة الدراجة في الطريق المهجور، مؤسسة هنداوي، ترجمة زينب عاطف ومراجعة شيماء طه الريدي.